# Burgstall Schlosswiese

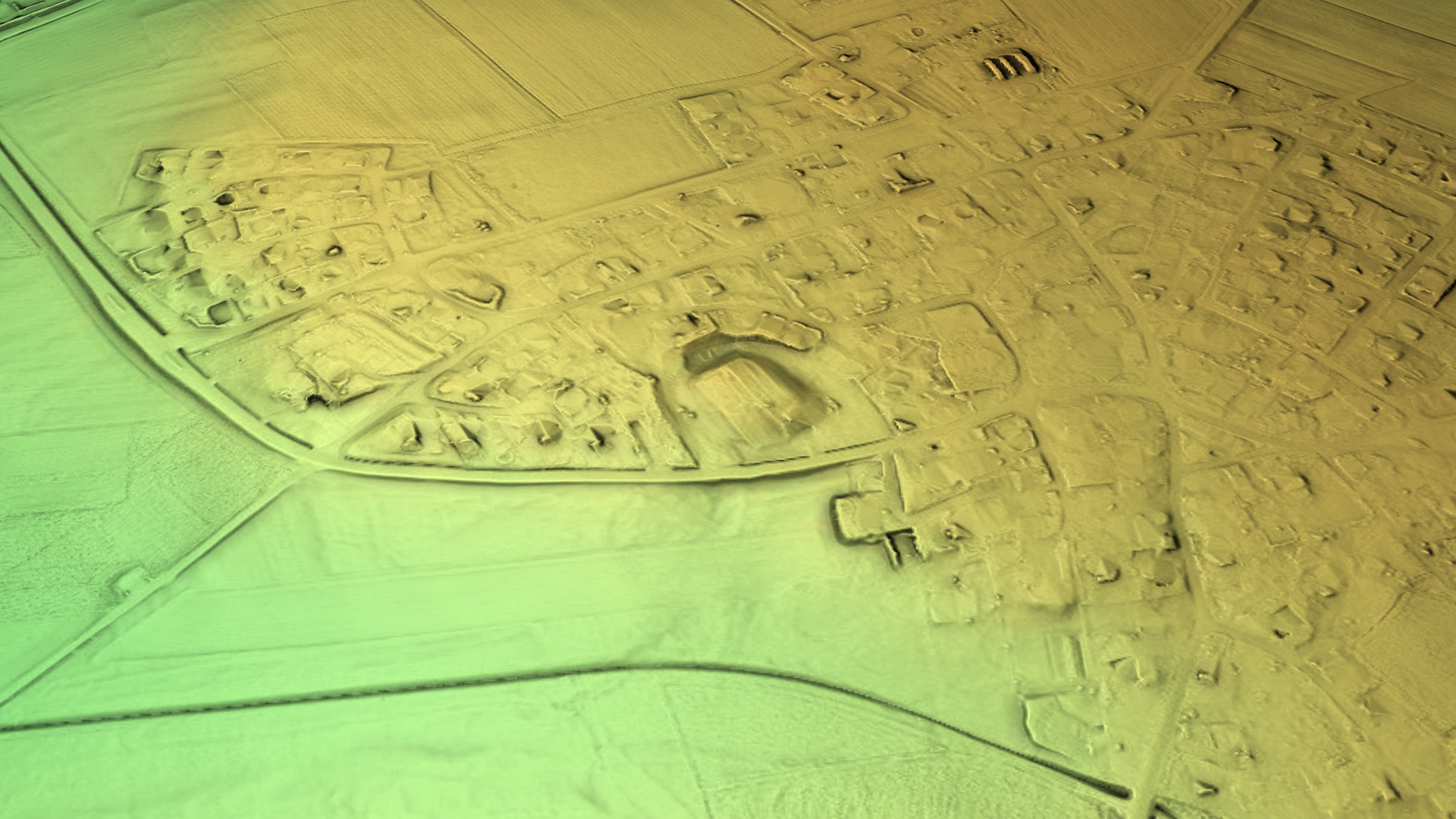
3D-Ansicht des digitalen Geländemodells

Die abgegangene Burg Thannhausen, auch Burgstall Schlosswiese genannt, liegt in Thannhausen, heute einem Gemeindeteil der Oberpfälzer Stadt Freystadt im Landkreis Neumarkt in der Oberpfalz von Bayern. Die Reste der Burg liegen 100 m westsüdwestlich der Pfarrkirche St. Stephan am westlichen Ortsrand von Thannhausen in der Flur Schlosswiese. Der Burgstall ist vom Bayerischen Landesamt für Denkmalpflege als Bodendenkmal D-3-6834-0099 ausgewiesen.

## Beschreibung
Am Rande des Talbodens findet sich ein fast runder Burghügel von etwa 70 m Durchmesser, 2 m Höhe mit einem bis zu 20 m breiten Ringgraben, der heute zur Talseite hin offen ist. Der beackerte Hügelboden steckt voller Ziegeltrümmer und Mauersteine. Nach der „Geschichte des Schultheißenamts und der Stadt Neumarkt“ von Freiherrn von Löwenthal stand hier 1805 noch „ein großer massiver Thurm“.

## Geschichte
Hier saß das staufische Reichsministerialengeschlecht der Herren von Thannhausen. Noch 1253 tritt ein Hermanus de Thanhusen als Zeuge in einer Urkunde des Albert Rindsmaul auf. Auf dem Heiratsweg kamen die Güter um Thannhausen an die Reichsministerialen von Stauf. Gertrud, die Witwe des Hermanns von Stauf, vermacht am 14. Januar 1295 verschiedene Güter zu Thannhausen an das Franziskanerkloster Nürnberg, sie selbst residierte weiterhin in Thannhausen. Nach den Stauf folgten hier die Reichsministerialen von Stein. Um 1467 kam Thannhausen vollständig an das Bistum Eichstätt. Bereits 1406 hatte Bischof Eberhard II. von Kirchberg in Thannhausen ein neues Schloss erbauen lassen, das dem bischöflichen Vogt als Wohnsitz diente; 1602 war das Schloss ohne Kapelle von dem Pfleger Peter Burchart bewohnt. Nach dem Dreißigjährigen Krieg wurde 1690 das bischöfliche Amt Thannhausen mit dem bischöflichen Amt Jettenhofen zusammengelegt, und das Schloss zu Thannhausen hatte seine Funktion verloren. 1719 ließ der Kastner von Jettenhofen das Schloss bis auf den Turm abtragen und die Steine verkaufen. Der Turm wurde um 1816 abgetragen und 1834 war das Schloss ganz verschwunden.